# Aurelio Aguirre
Aurelio Aguirre Galarraga, nacido en Santiago de Compostela el 23 de abril de 1833 y fallecido en La Coruña el 30 de julio de 1858, fue un poeta español.

## Trayectoria
Comenzó los estudios de Derecho en la Universidad de Santiago. Fue un hombre comprometido con Galicia y con las clases desfavorecidas, participando como miliciano en el levantamiento de 1854 y en el banquete de Conxo, celebrado el 2 de marzo de 1856. Tenía grande estima entre sus contemporáneos gallegos y desde muy joven mantuvo amistad con intelectuales de corte regionalista, como Eduardo Pondal, Manuel Murguía o Rosalía de Castro. Precisamente con esta mantuvo una fuerte relación amistosa y literaria y de hecho le dedicó el soneto Improvisación.
Colaboró en la Revista Galaica y disfrutó de una enorme popularidad e influencia en su ciudad. Murguía, en Los precursores, afirma: Pertenecía a aquel grupo de genios descontentos y cazurros que en sus veinte primaveras, y sin ver más campos con los que rodean su ciudad, cree conocer el mundo, haber sufrido grandes desengaños y probado todas las feles de la vida.
Como le había acontecido a más de un poeta romántico, Aurelio Aguirre murió muy joven (a los 25 años de edad) y de forma trágica: se ahogó en la playa de San Amaro de La Coruña, sin estar claro si su muerte fue accidental o un suicidio.

## Obra
Su obra poética se editaría póstumamente con el título Ensayos poéticos (1856-1858); también escribió un drama y la narración Risas y lágrimas. Su obra fue escrita en castellano, excepto un poema titulado "Un consejo", publicado en 1966 por Xosé María Álvarez Blázquez. En 1901 se hizo una recopilación de parte de sus poemas con el título Poesías selectas, con un prólogo de Leandro de Saralegui Medina.